# Понте алла Каррайя
Понте алла Каррайя (італ. Ponte alla Carraia,МФА: [Car•rà•ia]) — п’ятиарковий міст через річку Арно у Флоренції.

## Історія мосту
Перша згадка про міст (на той час дерев’яний) датована 1218 роком. Тоді він називався Новим мостом (Понте Нуово) і був другим мостом після дерев’яного попередника Старого мосту (Понте Веккіо).  
Зруйнований у 1274 через повінь, міст був невдовзі відновлений, але в 1304 знову завалився під вагою натовпу, що зібрався дивитися виставу.
Це був перший міст у Флоренції, відновлений після руйнівної повені 1333 року. Можливим його архітектором вважають Джотто. Пошкоджений в черговий раз у 1557 році, міст був реконструйований за доручення Козімо I Медічі, за проектом Бартоломео Амманаті. У XIX ст. міст був розширений для проходу транспорту.
У 1944 був підірваний відступаючими німецько-фашистськими військами. У 1948 відновлений за проектом архітектора Етторе Фаджуолі.
Сусідніми мостами є Понте Санта Трініта (на схід) і Понте Амеріго Веспуччі (на захід).

## Галерея

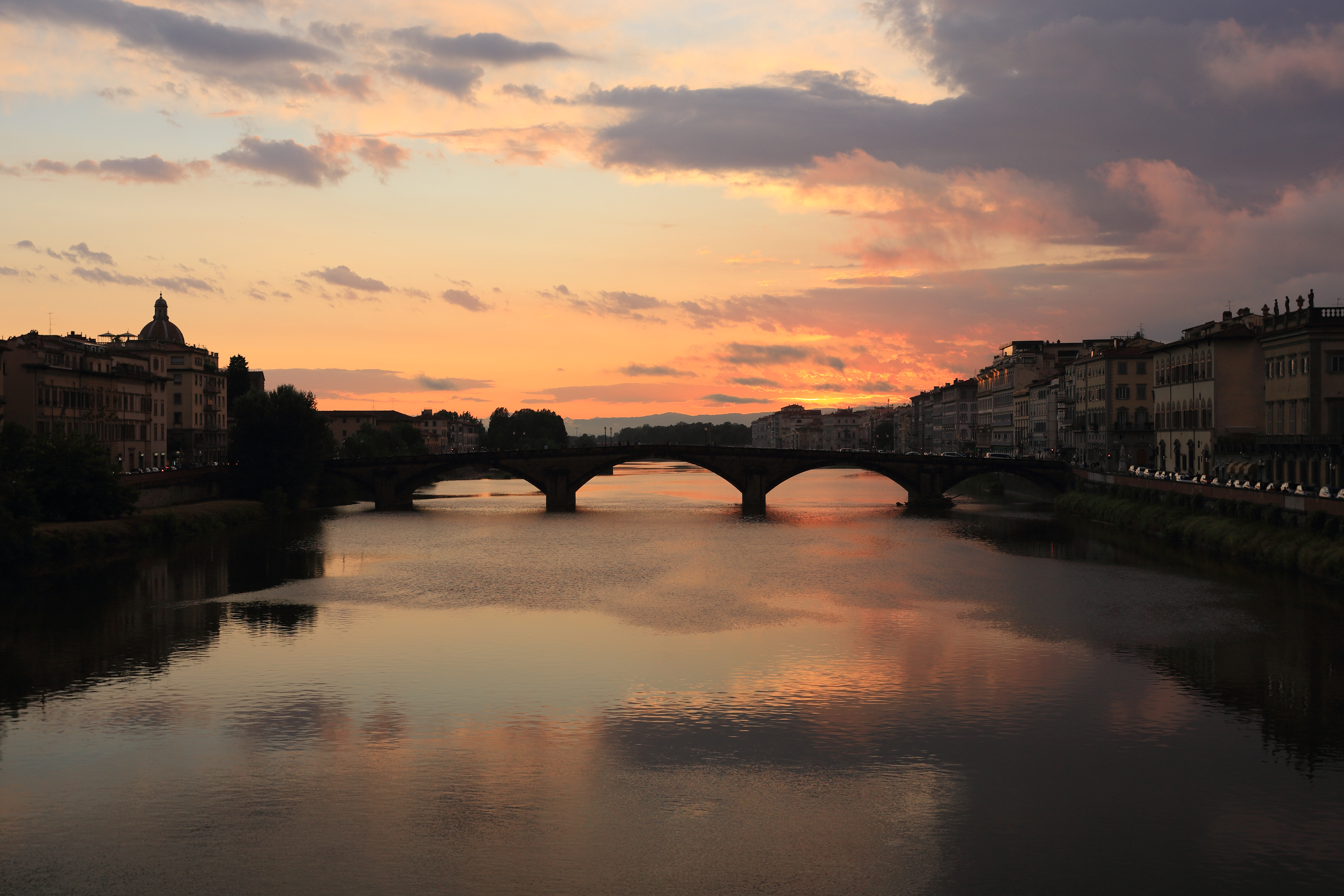
Вечірній час
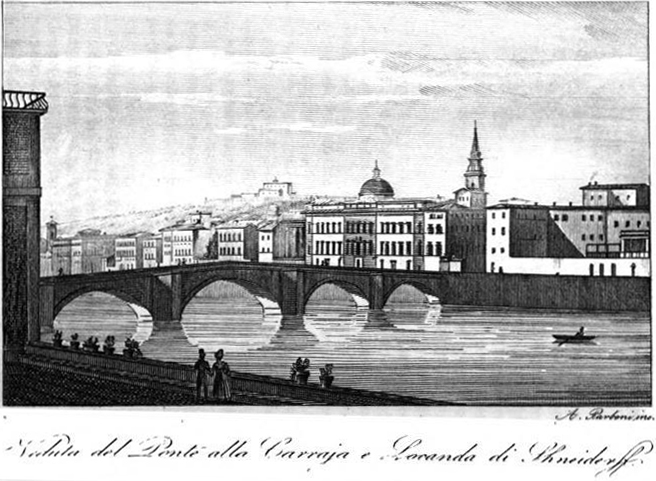
Понте алла Каррайя у 1856
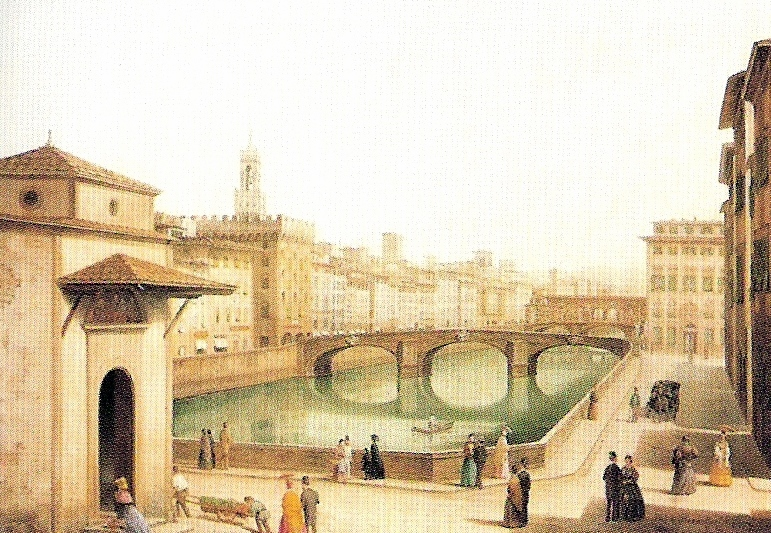
Флоренція очима Фабіо Борботтоні, 1820-1902
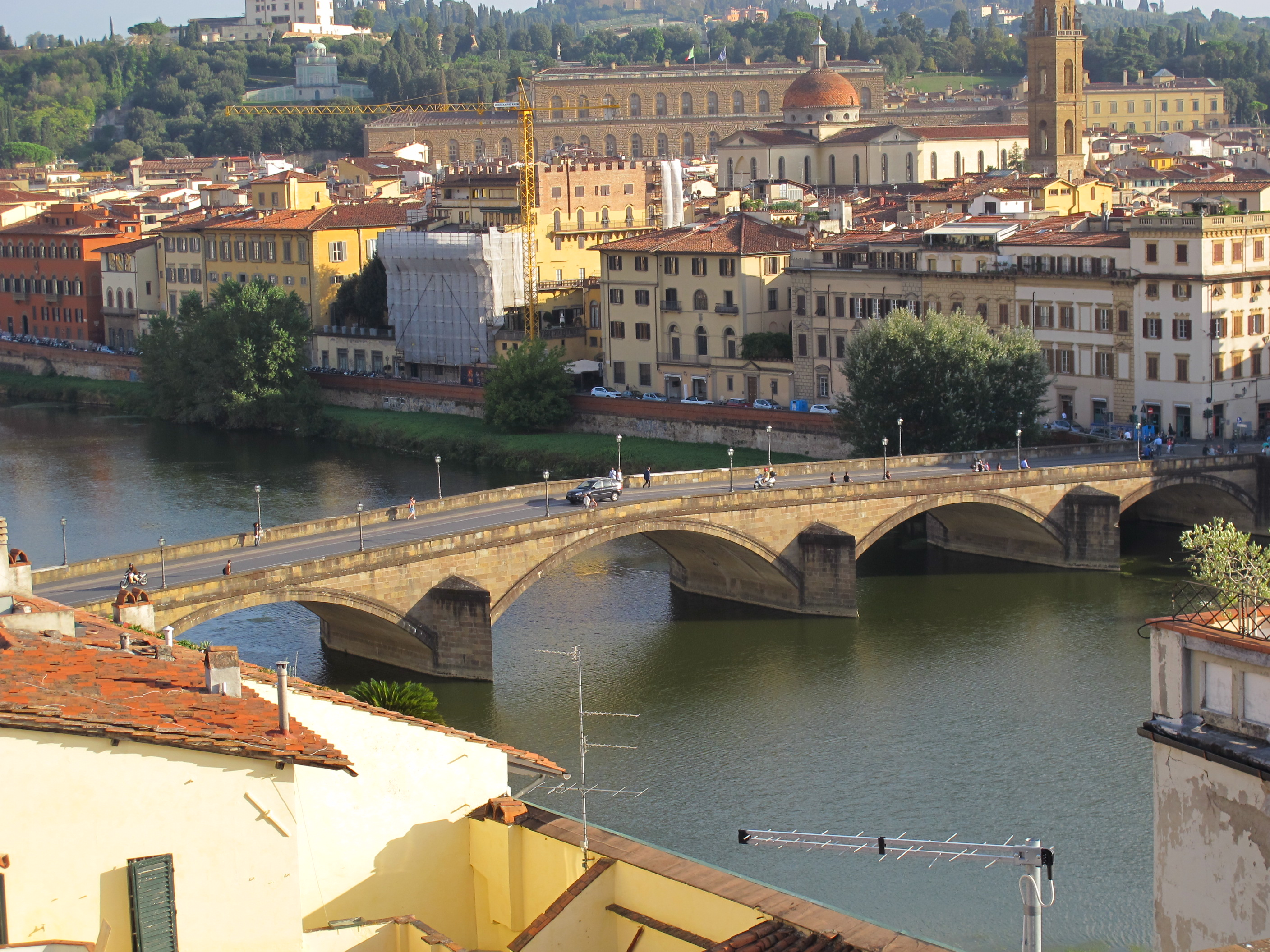
Вигляд з міста
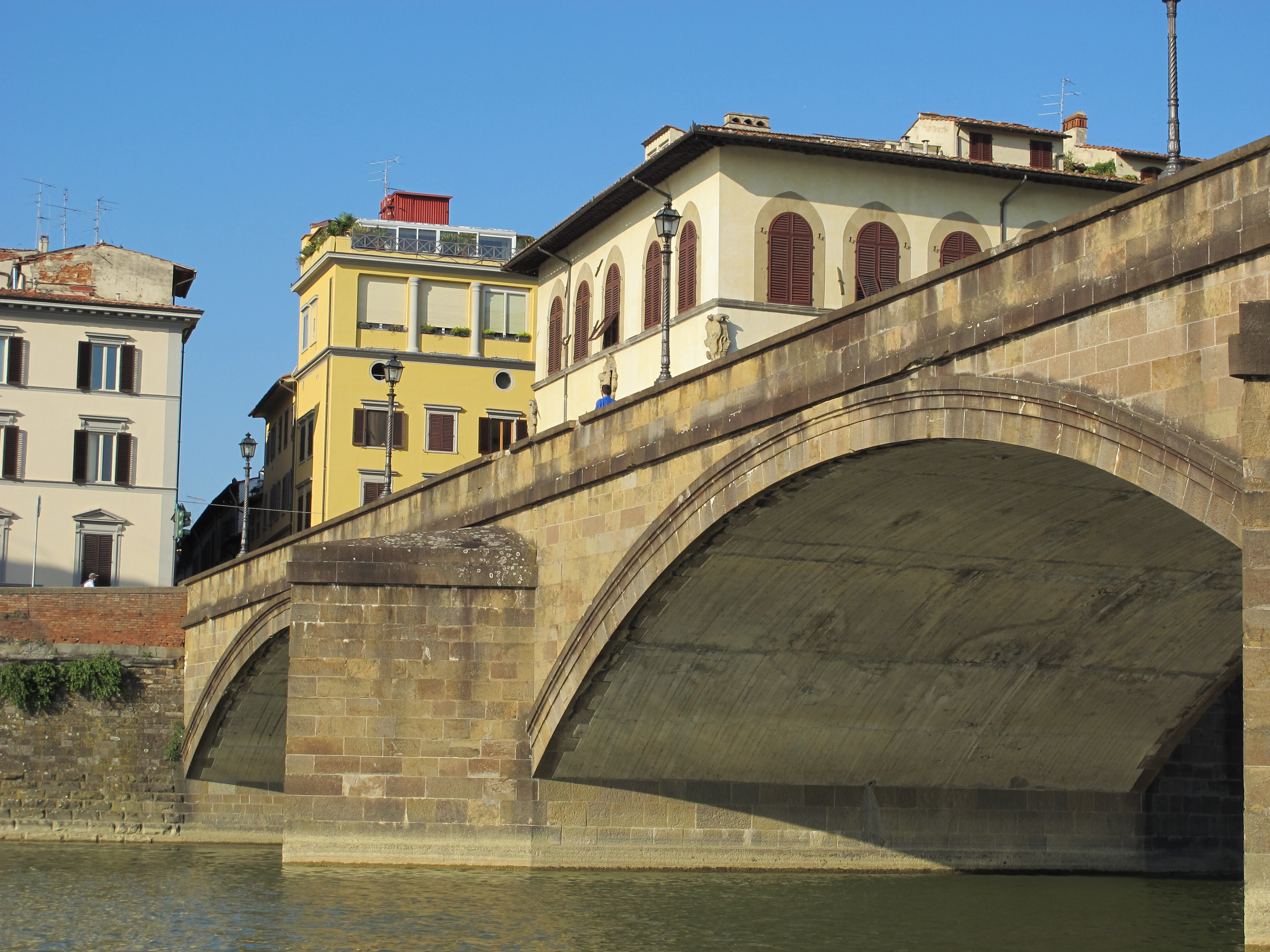
Під мостом